# Axinulus hadalis
Axinulus hadalis is een tweekleppigensoort uit de familie van de Thyasiridae. De wetenschappelijke naam van de soort is voor het eerst geldig gepubliceerd in 1999 door Okutani, Fujikura & Kojima.